# Ana Montenegro
Ana Lima Carmo, mais conhecida pelo nome literário Ana Montenegro, (Quixeramobim - CE, 13 de abril de 1915 — Salvador - BA, 30 de março de 2006) foi uma jornalista, poeta e militante comunista brasileira.

## Biografia
Filiou-se ao Partido Comunista Brasileiro em 1945. Foi co-fundadora do periódico "Movimento Feminino", editado durante dez anos, que servia de instrumento de divulgação das lutas e conquistas das mulheres brasileiras. Colaborou nos jornais cariocas Correio da Manhã e Imprensa Popular.
Ana Montenegro formada em Direito e Letras, residia em Salvador, é reconhecida por sua luta em defesa de sua gente e de sua terra. Com a ascensão do regime militar e da ditadura, foi a primeira mulher a ser exilada, tendo ficado fora do país por mais de quinze anos, afastada de seu lar e de sua família. Durante esse período, foi membro da Comissão da América Latina pela Federação Democrática Internacional de Mulheres (FDIM).
Trabalhou, durante o exílio, em organismos internacionais, como a ONU e a UNESCO, tendo participado de congressos, conferênciais, e seminários pelo mundo. Foi redatora da Revista "Mulheres do Mundo Inteiro", órgão da FDIM. Militante do Partido Comunista Brasileiro (PCB) por mais de 50 anos, Ana lutou bravamente pelo restabelecimento da democracia no Brasil e, em consequência disso, teve a sua vida conturbada por perseguições políticas.
Entre 1985 e 1989 participou do Conselho Nacional dos Direitos da Mulher e foi assessora da Ordem dos Advogados do Brasil (OAB), na sessão baiana, atuando em defesa dos direitos humanos e membro do Fórum de Mulheres de Salvador.
Em 2005, junto com mais 999 mulheres, foi indicada ao Prêmio Nobel da Paz.
Aos 90 anos de idade, Ana Montenegro ainda afirmava em alto e bom som "que a sua luta continua, por pão, terra e trabalho, sendo que um país que tem isso tem liberdade." Sempre afirmava que, "respeitar o povo é respeitar suas necessidades". Além do ativismo em defesa da mulher, lutou também durante muitos anos contra o racismo, com um grande trabalho junto à população negra. Escreveu, além dos inúmeros artigos e ensaios, diversas obras, dentre as quais, cuidando da questão da mulher, "Ser ou não ser feminista" e "Mulheres – Participação nas lutas populares" entre outros.

## Morte
Ana Montenegro faleceu em 30 de março de 2006, na cidade de Salvador, de causas naturais.

## Homenagens
Em 2011, recebeu de modo póstumo a Medalha Chico Mendes de Resistência entregue pelo grupo de direitos humanos Tortura Nunca Mais.

### Coletivo Feminista Classista Ana Montenegro
Em sua homenagem, militantes do Partido Comunista Brasileiro fundaram o Coletivo Feminsta-Classista Ana Montenegro, que busca a emancipação das mulheres, aliada à luta revolucionária da classe trabalhadora pelo socialismo. No Coletivo, assim como pautado por Ana Montenegro, o feminismo não é dissociado de um viés de classe - e por isso o termo Feminista Classista -, pois é entendido que as mulheres trabalhadoras são oprimidas pelo patriarcado e exploradas pelo capitalismo, e por isso devem lutar não só pelo fim das opressões, mas também pela superação do capitalismo. Atualmente o Coletivo Feminista Classista conta com centenas de militantes, já em todas as regiões do Brasil.
Seu I Encontro Nacional ocorreu em Novembro de 2015 na cidade de São Paulo.